# 마울레
마울레(스페인어: Maule)는 칠레 마울레 주 탈카 현의 코무나이다.